# Майкл Марш
Майкл Марш (англ. Michael Marsh; нар. 4 серпня 1967, Лос-Анджелес, Каліфорнія, США) — американський легкоатлет, що спеціалізується на спринті, дворазовий олімпійський чемпіон 1992 року, срібний призер Олімпійських ігор 1996 року, чемпіон світу.

## Кар'єра
| Рік             | Змагання         | Місто               | Місце           | Дисципліна            | Примітки        |
| Представник США | Представник США  | Представник США     | Представник США | Представник США       | Представник США |
| --------------- | ---------------- | ------------------- | --------------- | --------------------- | --------------- |
| 1991            | Чемпіонат світу  | Токіо, Японія       | 1               | естафета 4×100 метрів | 37.75           |
| 1992            | Олімпійські ігри | Барселона, Іспанія  | 1               | біг на 200 метрів     | 20.01           |
| 1992            | Олімпійські ігри | Барселона, Іспанія  | 1               | естафета 4×100 метрів | 37.40           |
| 1993            | Чемпіонат світу  | Штутгарт, Німеччина | 4               | біг на 200 метрів     | 20.18           |
| 1995            | Чемпіонат світу  | Гетеборг, Швеція    | 5               | біг на 100 метрів     | 10.10           |
| 1995            | Чемпіонат світу  | Гетеборг, Швеція    | —               | естафета 4×100 метрів | DNF             |
| 1996            | Олімпійські ігри | Лос-Анджелес, США   | 5               | біг на 100 метрів     | 10.00           |
| 1996            | Олімпійські ігри | Лос-Анджелес, США   | 8               | біг на 200 метрів     | 20.48           |
| 1996            | Олімпійські ігри | Лос-Анджелес, США   | 2               | естафета 4×100 метрів | 38.05           |
| 1997            | Чемпіонат світу  | Афіни, Греція       | 8               | біг на 100 метрів     | 10.29           |
| 1997            | Чемпіонат світу  | Афіни, Греція       | —               | естафета 4×100 метрів | DNF             |